# Hyperborea

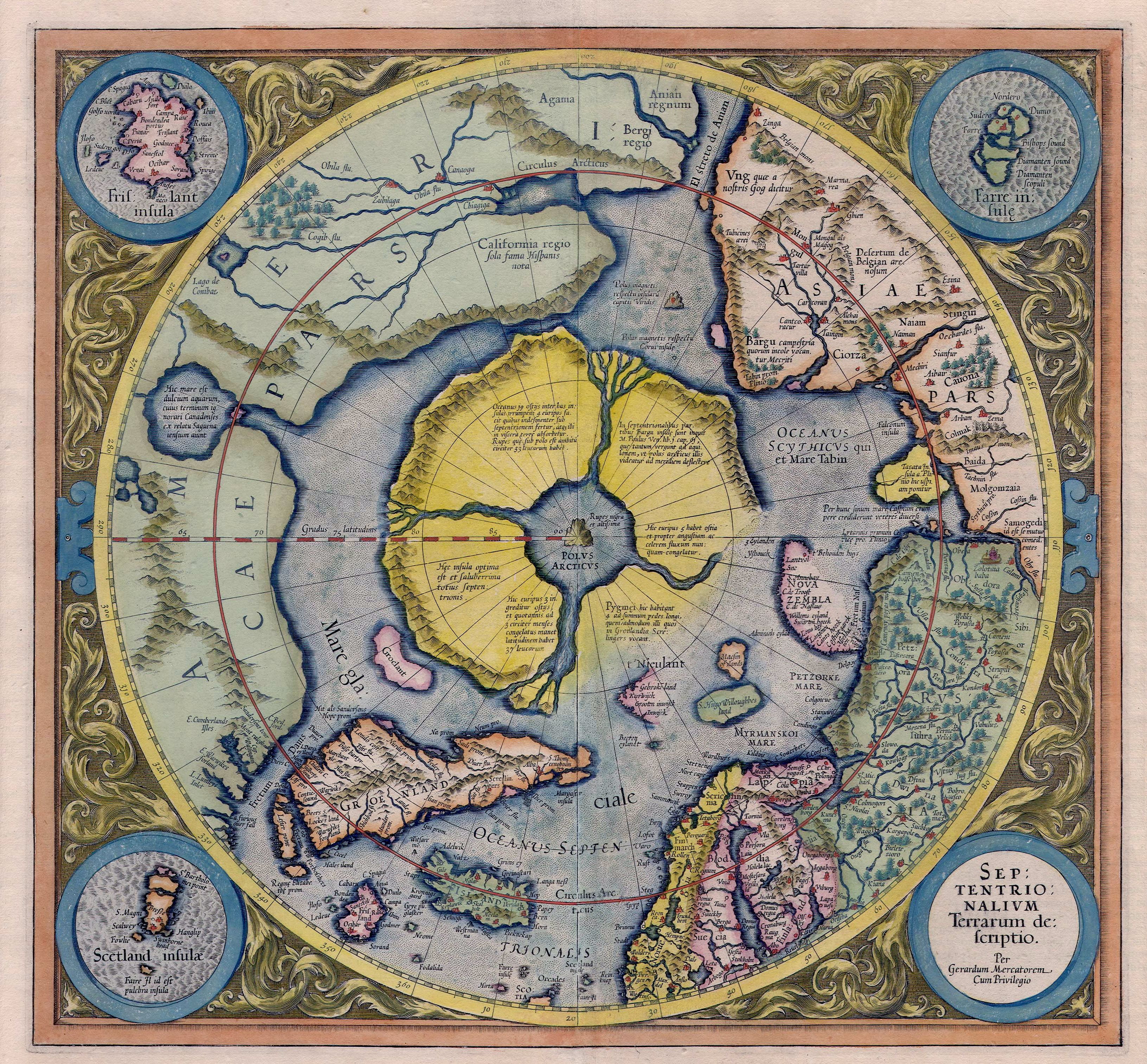
Hyperborea vyobrazená na mapě severního pólu od kartografa Gerharda Mercatora z léta 1595

Hyperborea je legendární země, která podle starověkých Řeků ležela na sever od Thrákie, zřejmě až za polárním kruhem. Název Hyperborea v překladu znamená „(země) za severním větrem“, čímž se má na mysli Boreas, bůh severního větru, který měl sídlo v Thrákii. Obyvatelé Hyperboreje se nazývali Hyperborejci (řecky Ὑπερβόρε(ι)οι, latinsky Hyperborei). O Hyperborei a jejích obyvatelích se zmiňuje několik autorů, mezi nimi např. Plinius starší a Pindaros.

## Mytologie
Podle legend a mýtů byla Hyperborea označována jako země věčného slunečního svitu, tepla, štěstí a hojnosti. Její obyvatelé se dožívali až tisíce let, nikdy nemohli zemřít nebo onemocnět. Umírali většinou až z vlastní vůle sebevraždou, kvůli přesycenosti životem.
O Hyperborei se tvrdilo, že zde po šest měsíců pobývá bůh Apollón, na rozdíl od ostatních bohů, kteří se jí spíše stranili. Lidé proto Apollónovi posílali dary a oběti do jeho svatyně na Délu. Avšak dívky, které dary přinášely, ztrácely mimo svoji domovinu nesmrtelnost, rychle stárly a nakonec se nedokázaly vrátit živé zpátky. Hyperborejci proto začali obětiny balit do slámy, aby déle vydržely, a ty se takto předávaly od jednoho kmene k druhému, až dosáhly svého cíle.
Jak Hyperborea vypadala, se přesně neví. Na mapách se objevuje od dob Alexandra Velikého, a to buď jako dlouhý ostrov nebo poloostrov. Konec Hyperborey je podobný jako u Atlantidy; po několika katastrofách se rozlomila na malé ostrůvky, mezi něž se řadí i Thule.

## Novověk
Na konci 17. století ztotožnil Olaus Rudbeck Hyperboreu s Atlantidou a označil ji za kolébku lidstva. Tuto představu pak v 19. století začlenila madame Blavatská do své nauky o rasách, z níž později čerpali němečtí nacisté. Ti ji označili za původní domov árijských národů, které zničily ostatní rasy. 
Kromě Blavatské se Hyperboreou zabývali také René Guénon a Julius Evola.